# Yémen aux Jeux olympiques d'été de 2020
Le Yémen participe aux Jeux olympiques d'été de 2020 à Tokyo. Il s'agit de leur 8e participation aux Jeux d'été.

## Athlètes engagés
| Sport      | Hommes | Femmes | Total |
| ---------- | ------ | ------ | ----- |
| Athlétisme | 1      | 0      | 1     |
| Judo       | 1      | 0      | 1     |
| Natation   | 1      | 1      | 2     |
| Tir        | 0      | 1      | 1     |
| Total      | 3      | 2      | 5     |

## Résultats

### Athlétisme
| Athlète        | Épreuve        | 1er tour | 1er tour | Demi-finale | Demi-finale | Finale  | Finale  |
| Athlète        | Épreuve        | Temps    | Rang     | Temps       | Rang        | Temps   | Rang    |
| -------------- | -------------- | -------- | -------- | ----------- | ----------- | ------- | ------- |
| Ahmed Al-Yaari | 400 m masculin | 48 s 53  | 8e       | Éliminé     | Éliminé     | Éliminé | Éliminé |

### Judo
| Athlète     | Compétition           | 1er tour              | 2e tour             | Quart de finale     | Demi-finale         | Repêchage           | Finale / MB         | Rang    |
| Athlète     | Compétition           | Adversaire Résultat   | Adversaire Résultat | Adversaire Résultat | Adversaire Résultat | Adversaire Résultat | Adversaire Résultat | Rang    |
| ----------- | --------------------- | --------------------- | ------------------- | ------------------- | ------------------- | ------------------- | ------------------- | ------- |
| Ahmed Ayash | Moins de 73 kg hommes | Gjakova Défaite 00-10 | Éliminé             | Éliminé             | Éliminé             | Éliminé             | Éliminé             | Éliminé |

### Natation
| Athlète           | Épreuve                   | Série         | Série | Demi-finale | Demi-finale | Finale   | Finale   |
| Athlète           | Épreuve                   | Temps         | Rang  | Temps       | Rang        | Temps    | Rang     |
| ----------------- | ------------------------- | ------------- | ----- | ----------- | ----------- | -------- | -------- |
| Mokhtar Al-Yamani | 100 m nage libre masculin | 50 s 52       | 47e   | Éliminé     | Éliminé     | Éliminé  | Éliminé  |
| Mokhtar Al-Yamani | 200 m nage libre masculin | 1 min 49 s 97 | 46e   | Éliminé     | Éliminé     | Éliminé  | Éliminé  |
| Nooran Ba-Matraf  | 100 m brasse féminin      | 1 min 27 s 79 | 42e   | Éliminée    | Éliminée    | Éliminée | Éliminée |

### Tir
| Athlète           | Compétition                  | Qualification | Qualification | Finale   | Finale   |
| Athlète           | Compétition                  | Points        | Rang          | Points   | Rang     |
| ----------------- | ---------------------------- | ------------- | ------------- | -------- | -------- |
| Yasameen Al Raimi | Pistolet à air comprimé 10 m | 551           | 52e           | Éliminée | Éliminée |